# Defensa antiaérea

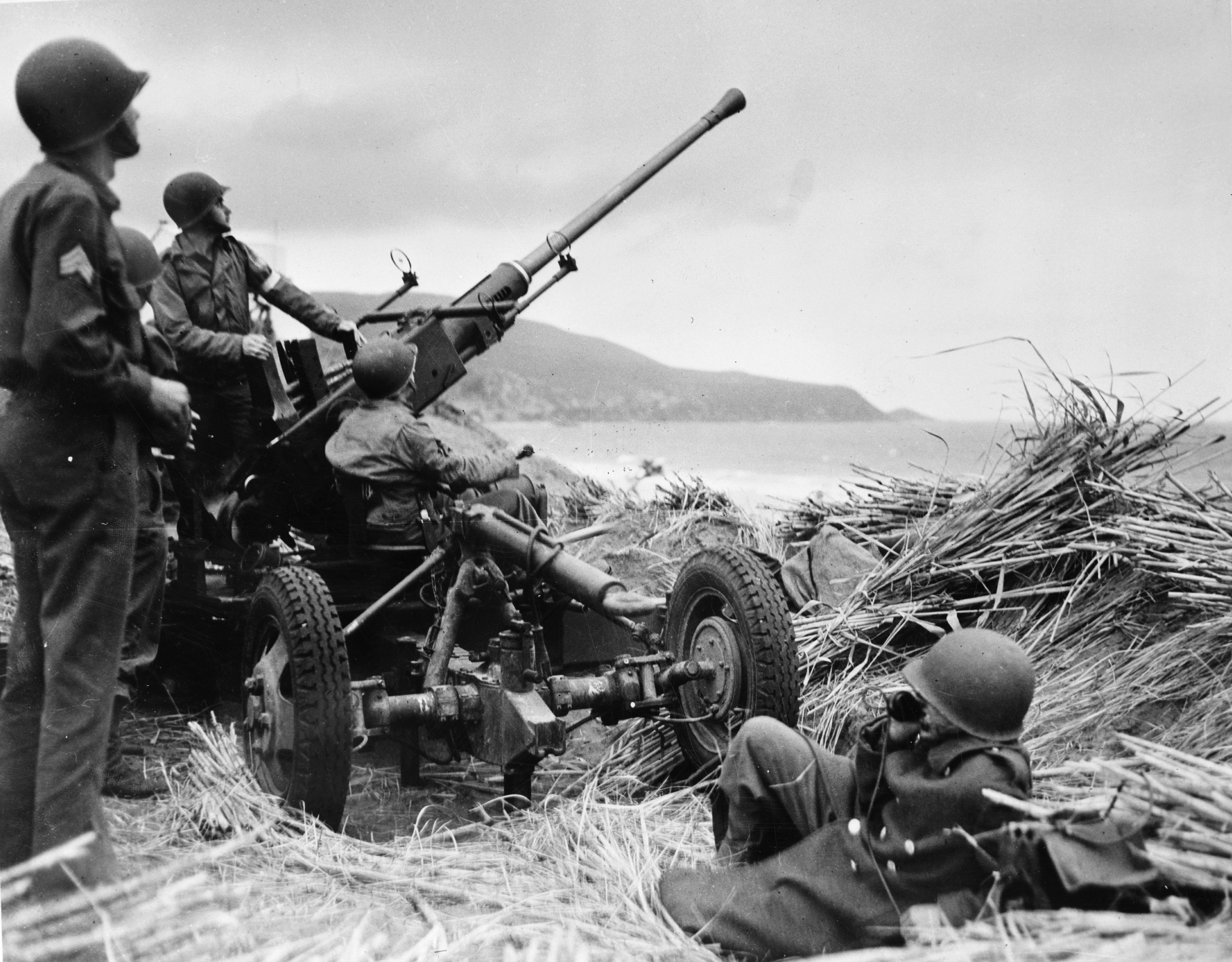
Soldados estadounidenses con un cañón antiaéreo Bofors 40 mm cerca de la costa de Argelia en 1943.

La defensa antiaérea es uno de los métodos para derribar aeronaves militares en combate, desde tierra o agua (o simplemente «superficie», para englobar a ambos). Varias armas y cañones se usan para esto desde que las primeras aeronaves militares se usaron en la Primera Guerra Mundial, creciendo en poder y en seguridad con los años. Después de la Segunda Guerra Mundial comenzó la era de los proyectiles guiados, específicamente los «misiles superficie-aire», y se ha usado en combinación de muchas formas. 
Hubo adaptaciones de sistemas de artillería estándares que se usaron como antiaéreos, con piezas estándares sobre chasis, y mejorando la efectividad de las armas antiaéreas antes de la Segunda Guerra Mundial. 
Las ojivas de los proyectiles se usan con diferentes tipos de espoletas: explosivos (barométricas, con retardo de tiempo), o de proximidad, para generar fragmentos de metal en el área del blanco. Un ejemplo clásico de un cañón antiaéreo de gran calibre es el cañón alemán de 88 mm. 
Las armas de largo alcance de este tipo son superadas en buena medida por los más efectivos sistemas de misiles superficie-aire que fueron introducidos en la década de 1950; sin embargo, gracias a su relativamente bajo coste de fabricación comparado con los sistemas más modernos, aún se utilizan en grandes cantidades en algunos países.
Para usos de corto alcance, se requiere un arma más ligera con una cadencia de disparo más alta, para garantizar el impacto en un objetivo rápido. Los cañones automáticos de 20 mm, 37 mm y 40 mm son los más usados para este fin. A diferencia de armas más pesadas, estas armas ligeras se emplean ampliamente hoy en día por las mismas razones que fueron introducidas: la habilidad de seguimiento rápido del objetivo.
Los sistemas modernos a menudo utilizan cañones automáticos, que fueron previstos originalmente para uso aire-tierra. 
Entre los sinónimos para los cañones antiaéreos se incluyen AAA o triple-A, una abreviatura para Anti-Aircraft Artillery, "ack-ack" del alemán Acht-Acht, el nombre popular del Flak 88, uno de los cañones antiaéreos más famosos, desarrollado por Krupp en 1917, archie (un término británico acuñado durante la Primera Guerra Mundial, se cree que derivó de "Archibald, certainly not!", muletilla del cómico de music hall George Robey), flak (del alemán FLiegerAbwehrKanone, cañón antiaéreo), DCA, defensa contra aviones. El nombre de misil antiaéreo es sinónimo de misil superficie-aire.
La Armada de los Estados Unidos usa el término de guerra antiaérea (AAW); muchos de los grupos navales de combate incluyen a un comandante AAW entre ellos. La defensa antiaérea soviética estaba a cargo de la Voyska PVO, pero en Rusia fue asignada a la fuerza aérea. El Ejército de los Estados Unidos generalmente ha tenido la posibilidad de contar con superioridad aérea para reducir la amenaza de ataques a sus unidades terrestres desde el aire. Usan misiles Stinger (disparados por infantería o desde vehículos), por un lado, y misiles antiaeronaves/antimisiles Patriot, por el otro.

## Historia

### Primera aparición
El uso de globos por el Ejército de la Unión durante la Guerra de Secesión obligó a los Confederados a desarrollar métodos para combatirlos. Estos incluían el uso de artillería, armas de pequeño calibre y sabotajes. Fueron ineficaces, pero las políticas internas llevaron al Cuerpo de Globos del Ejército de la Unión a disolverse tras la guerra. Los experimentos con globos confederados también terminaron.
La primera aparición de armas específicamente designadas para un papel antiaéreo ocurrió durante la Guerra Franco-Prusiana, en 1870. Tras el desastre de Sedán, durante el sitio de París por las tropas prusianas los refuerzos franceses rodearon a su vez el asedio para romperlo. Las fuerzas francesas de fuera de la ciudad comenzaron a intentar reaprovisionar a sus compatriotas sitiados a través de globos aerostáticos. Gustav Krupp rápidamente modificó un cañón de 1 libra (37 mm), conocido como ballonkanone, para montarlo en la parte superior de un carruaje de caballos, con el propósito de derribarlos. Se ha publicado muy poca información acerca de esta arma.
A principios del siglo XX, los cañones para disparar a globos o aeronaves, ya sea desde tierra o para uso naval, estaban atrayendo la atención. Se propusieron varios tipos de munición: alto poder explosivo, incendiaria, balas encadenadas, metralla... También se habló de la necesidad de algún tipo de rastreador o señalizador con humo. Se probaron sistemas de espoletas, tanto de impacto o con retardo de tiempo. El afuste solía ser como un pedestal, aunque también podían estar en plataformas de campo. Los ensayos estaban en marcha en muchos países europeos, pero solo Krupp, Erhardt, Vickers Maxim y Schneider habían publicado alguna información en 1910.
Los diseños de Krupp incluían adaptaciones de sus cañones de 65 mm (9 libras), 75 mm (12 libras), e incluso 105 mm. Erhardt también tenía un cañón de 12 libras, mientras que Vickers Maxim ofrecía uno de 3 libras (47 mm) y Schneider uno de 47 mm. El cañón de globos francés apareció en 1910. Era de 11 libras, pero estaba montado en un vehículo, con un peso total sin tripular de 2 toneladas. Sin embargo, como los globos eran lentos, las miras era simples. Pero pronto se reconocieron los desafíos a la hora de enfrentarse con los rápidos aviones.
Para 1913 solo Francia y Alemania habían desarrollado cañones de campo preparados para enfrentarse a globos y aviones. La Royal Navy británica pronto introduciría los cañones antiaéreos QF de 3 pulgadas y QF de 4 pulgadas, y también tenía el Cañón QF de 1 libra "pom-pom" que podía ser usado sobre varios afustes.
El primer cañón antiaéreo estadounidense fue un diseño conceptual de 1 libra ideado por el Almirante Twining en 1911 para enfrentar la posible amenaza de los aviones, que llegaría a ser usado como base para el primer cañón AA operacional de la Armada de los Estados Unidos, el cañón de calibre 3"/23.

### Primera Guerra Mundial

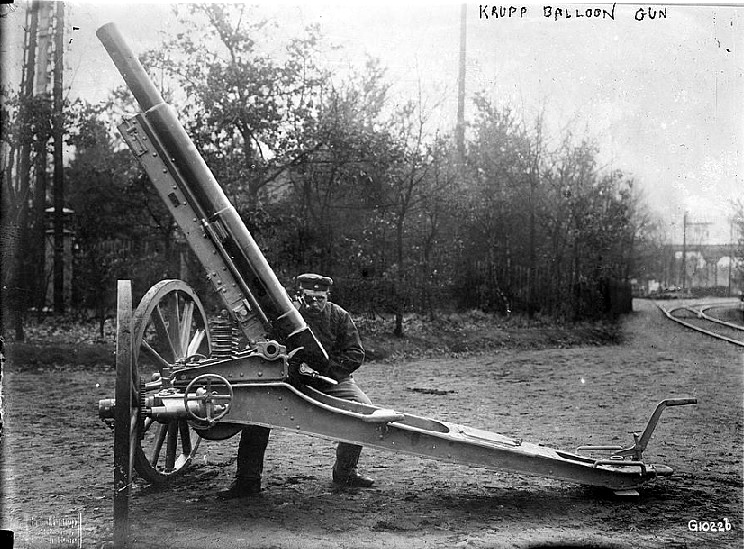
Cañón antiaéreo de 9 libras en 1909

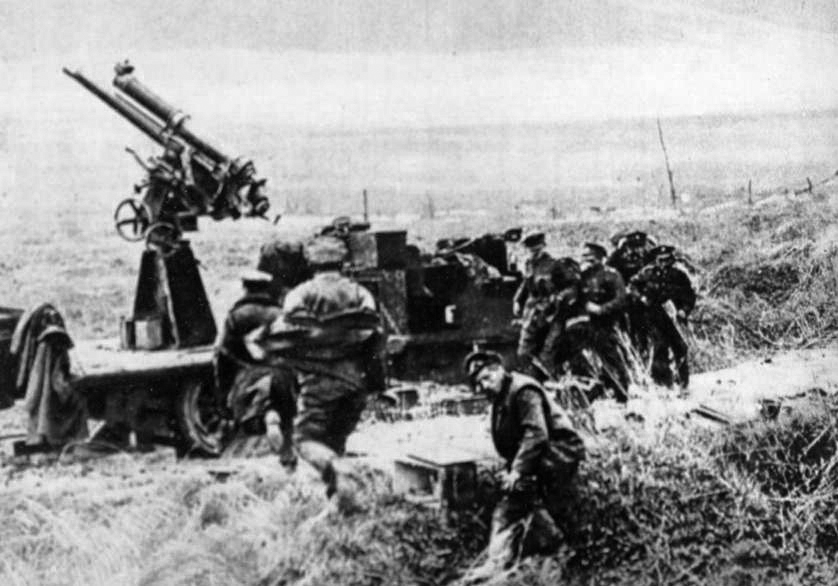
Una unidad antiaérea canadiense en 1918

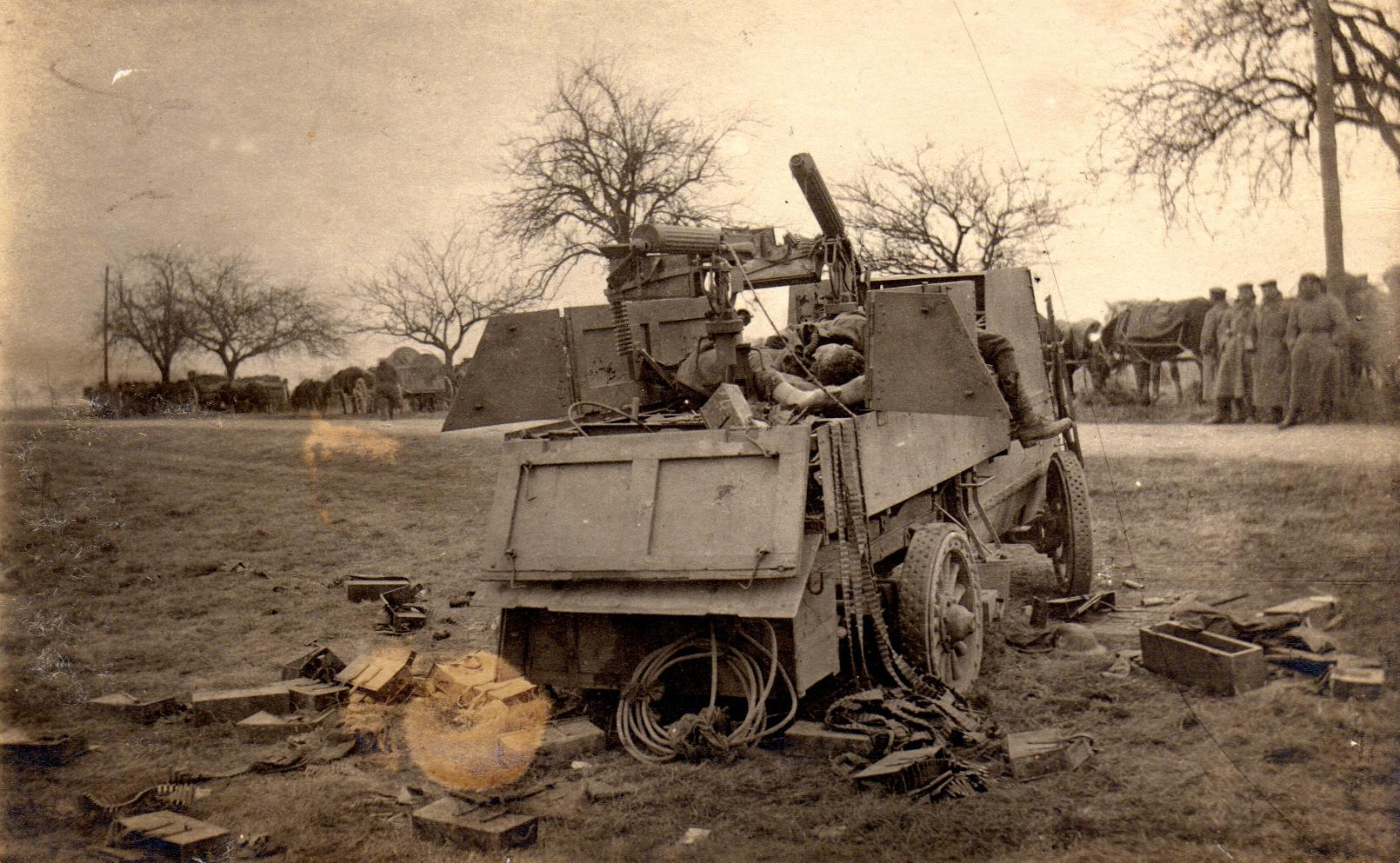
Un cañón antiaéreo británico destruido durante la Primera Guerra Mundial

Dado lo temprano de esta etapa de la historia, quizá no es de sorprenderse que fuera solo en Alemania que continuara la creación de las armas antiaéreas. En 1909 se mostró un buen número de diseños de Krupp, incluyendo adaptaciones de sus cañones de 65 mm (9libras), 75 mm (12 libras), e incluso uno de 105 mm. Para el inicio de la Primera Guerra Mundial, los cañones de 75 mm se habían convertido en el estándar para la artillería antiaérea alemana; éstos venía montados sobre un travesaño, mediante el cual podían ser transportadas en un carro para moverlas.
Otros países parecían haber ignorado casi por completo la posibilidad de que las naves aéreas se convirtieran en una parte importante de las hostilidades, pero esto cambió pronto cuando los aviones de reconocimiento alemanes comenzaron a volar ayudando a incrementar la certeza en el fuego de la artillería. Rápidamente todos los ejércitos desplegaron un gran número de cañones antiaéreos basados en sus piezas de artillería estándar. Entre los más notables están el francés de 75 mm y el ruso de 76,2 mm, típicamente montados sobre algún terraplén para tener el cañón apuntado al cielo. El ejército británico se decidió por un cañón completamente nuevo, diseñando uno de 76 mm (3 pulgadas) que fue quizás el mejor del grupo.
En general estos cañones probaron ser de gran inutilidad. Con la poca experiencia en la materia y la imposibilidad de calcular la "caída" de los proyectiles con precisión, los artilleros se mostraron incapaces de dar en la altura correcta, y la mayoría de los proyectiles cayeron muy por debajo del objetivo. La excepción a esta regla fueron los cañones destinados a proteger los globos de reconocimiento, en cuyo caso la altitud podía ser calculada con la longitud del cable que sostenía al globo. Los cañones Krupp fueron dotados más tarde con un sistema de mira óptica y rápidamente mejoraron su capacidad, pero estos dispositivos no fueron implementados por los demás ejércitos.
Cuando los aviones comenzaron a ser usados en misiones tácticas contra blancos terrestres, los cañones más grandes demostraron ser demasiado poderosos y pesados como para apuntarlos rápidamente a blancos en movimiento. Pronto las fuerzas armadas comenzaron a añadir armas basadas en ametralladoras montadas sobre afustes de pedestal. Los británicos introdujeron un arma más pesada —su "pom-pom" de 1 libra (una versión de 37 mm de la Maxim) montada sobre un afuste con elevada. Estas armas de corto alcance probaron ser más letales, y el Barón rojo caería víctima de una ametralladora Vickers montada sobre un afuste antiaéreo.
Cuando la guerra terminó estaba claro que las crecientes capacidades de los aviones requerirían un intento mucho más serio para derribarlos. No obstante, el patrón estaba puesto: las armas antiaéreas serían pesadas para derribar blancos a gran altura y se usarían armas ligeras cuando descendieran a bajas alturas.

### Segunda Guerra Mundial
La Primera Guerra Mundial había probado que las aeronaves serían una parte importante del campo de batalla. Mientras las capacidades de las aeronaves mejoraban, más específicamente la de sus motores, se hizo claro que su papel en los futuros combates sería incluso más crítico que su creciente incursión en la guerra. Muchas personas pensaron que las mayores velocidades y alturas alcanzadas harían inútiles los sistemas antiaéreos, así que se puso poco empeño en mejorarlos.
Una vez más, fueron solo los alemanes quienes consideraron seriamente hacer algo al respecto. Diseñaron varios cañones antiaéreos a finales de la década de 1920 y principios de la década de 1930, algunas de ellas en colaboración con compañías suizas y suecas, incluyendo un nuevo cañón automático de 20 mm para operar a baja altura, y uno de 37 mm para baja y mediana altura. Para mediados de la década de 1930, el cañón automático de 20 mm fue considerado de muy bajo poder para las crecientes velocidades de los aviones, pero en vez de introducir un nuevo cañón automático, Krupp trató de juntar 4 cañones automáticos de 20 mm en un solo afuste de aproximadamente el mismo peso. Esto mejoró de manera suficiente el poder de fuego. Para el final de la guerra, Alemania esencialmente había dejado de lado los cañones automáticos de 20 mm por su bajo poder. Estos nunca fueron completamente reemplazados. Sin embargo, el cañón automátio de 37 mm estaba disponible en números limitados, y un nuevo sistema dual en el MK 108 de 30 mm nunca tuvo una distribución amplia.
Las necesidades para grandes alturas fueron cubiertas por el cañón de 75 mm de Krupp, diseñada con la colaboración de su contraparte sueca Bofors, pero las especificaciones fueron enmendadas por la necesidad de un rendimiento mucho más alto. En respuesta, los ingenieros de Krupp presentaron un nuevo diseño, el FLaK 88 de 88 mm. El ochenta y ocho se convertiría en una de las más famosas piezas de artillería de la historia. Usado primero en España durante la guerra civil española, este cañón probó ser uno de los mejores cañones antiaéreos del mundo, así como particularmente letal contra tanques. Fue en este tardío papel que se hizo más conocida, el terror de los tanques aliados en cualquier lugar.

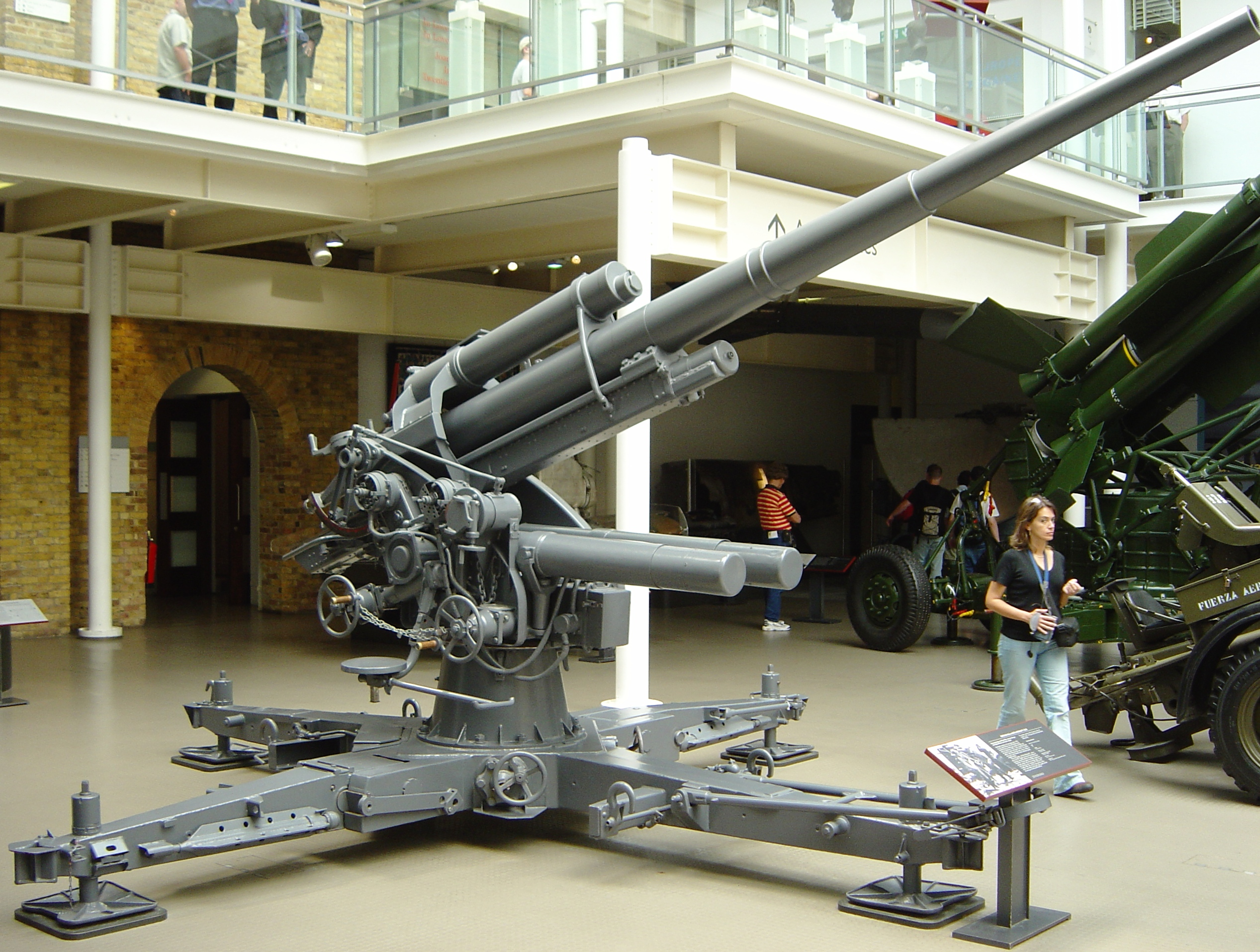
Un FlaK de 88 mm expuesto en el Imperial War Museum de Londres.

Después del bombardeo de los Dambusters en 1943, se diseñó un sistema completamente nuevo para derribar de un solo golpe cualquier aeronave que volara a baja altura. El primer intento de producir tal sistema implementó un cañón de 50 mm, pero este resultó ser poco preciso y fue reemplazado por un nuevo cañón de 55 mm. Este dispositivo utilizaba un sistema de control centralizado que incluía un radar tanto para buscar como para apuntar, que calculaba el lugar para apuntar las armas después de considerar varios factores. Entonces mandaba comandos eléctricos a las cañones, cuyos afustes usaban un sistema hidráulico para apuntarse por sí mismos a alta velocidad. Los operadores simplemente apuntaban los cañones y seleccionaban los objetivos. Este sistema, moderno incluso para los estándares actuales, estaba en sus diseños finales cuando la guerra terminó.
A finales de la década de 1920, la marina sueca había ordenado el diseño de un cañón antiaéreo naval de 40 mm a la compañía Bofors. Esta nuevo cañón era ligero, rápido y confiable. Pronto se desarrolló una versión móvil sobre un afuste de 4 ruedas. Conocido simplemente como el Bofors 40 mm, fue adoptado por cerca de 17 naciones justo antes de la Segunda Guerra Mundial y sigue en uso hoy día para algunas aplicaciones, tales como fragatas guardacostas.
Al inicio de la guerra Gran Bretaña había empezado a actualizar lentamente sus sistemas, incluyendo el nuevo cañón AA QF 3,75 pulgadas (94 mm) en adición a sus cañones de 3 pulgadas de la época de la Primera Guerra Mundial. Ambos fueron producidos con sistemas de mira óptica para apuntar. Se utilizó un pequeño número de cañones automáticos de 20 mm, pero como las pruebas mostraron y como los alemanes descubrieron, estas armas fueron de poca utilidad contra las aeronaves modernas.
Se había hecho un arreglo de licencia para construir el Bofors 40 mm e introducirlos en servicio. Estos tenían el poder para derribar aeronaves de cualquier tamaño y aún eran suficientemente ligeros para desplazarlas con facilidad. Este cañón se volvió tan importante para los esfuerzos de la guerra por parte de los británicos que incluso se produjo una película, The Gun, con el fin de hacer que los trabajadores en la línea de ensamblaje trabajaran más duro. Los planos de este cañón fueron dados a los estadounidenses, que hicieron sus propias copias (sin licencia) del Bofors 40 mm y después lo produjeron bajo licencia desde mediados de 1941.

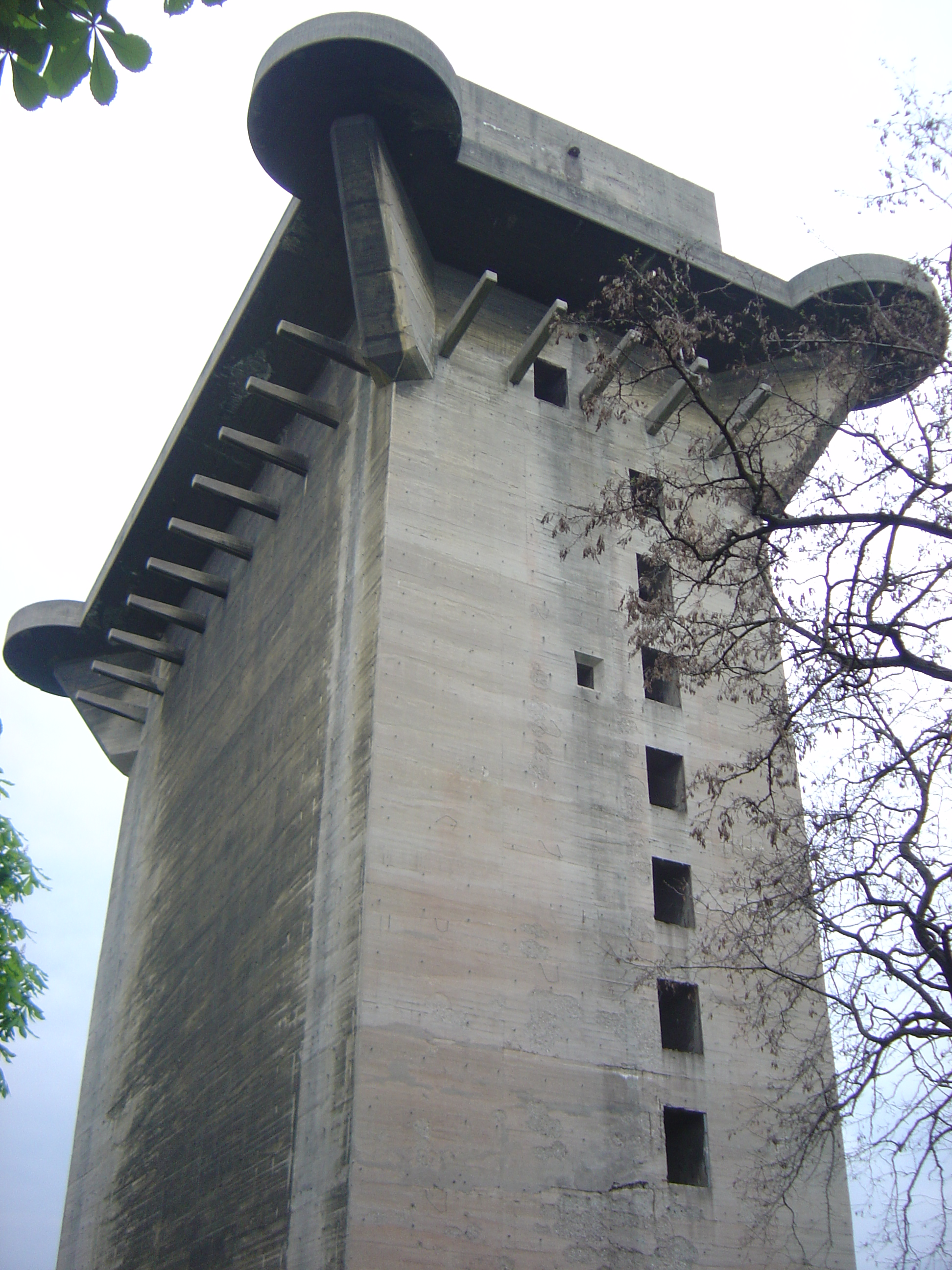
Una de las seis torres antiaéreas construidas en Viena.

Las pruebas de servicio demostraron otro problema, el hecho de apuntar a los nuevos blancos de alta velocidad era casi imposible a corto alcance, el "adelanto" requerido (apuntar adelante del blanco a causa de que este se mueve) era tan pequeño que no podía hacerse manualmente y a distancias muy grandes la velocidad aparentaba ser tan lenta que podían usarse simples reglas de movimiento mecánico.
La solución fue la automatización, en forma de computadoras mecánicas, como el predictor Kerrison. Los operadores lo mantenían apuntado al blanco, y el predictor entonces calculaba el punto más propicio para apuntar y lo mostraba como un puntero montado en el cañón. El operador simplemente seguía el puntero y cargaba el cañón. El predictor Kerrison era simple, pero dirigió la mira para futuras generaciones que incorporaron el radar para rastrear y apuntar. Sistemas similares fueron usados por los alemanes durante la guerra, los cuales también emplearon el radar para apuntar.
Aunque recibieron poca atención, los sistemas antiaéreos del Ejército estadounidense fueron realmente muy competentes. Sus pequeñas necesidades tácticas con una batería de cuatro ametralladoras M2 calibre .50 (conocidas como “Quad Fifty”), las cuales fueron montadas sobre un semioruga para formar el "Half Track, M16 GMC, Anti-Aircraft". Aunque tenían menos poder de fuego que los cañones automáticos alemanes de 20 mm, al menos tenían una amplia disponibilidad. El cañón antiaéreo más grande M3 90 mm demostraría, como lo hizo el ochenta y ocho alemán, ser también un excelente cañón antitanque, y después fue usado más ampliamente para este papel. Finalmente mientras la guerra estaba por terminar, se introdujo el M1 120 mm stratosphere gun con una impresionante capacidad de altura de 18.000 m. Los cañones de 90 mm y 120 mm seguirían siendo utilizados en la década de 1950.

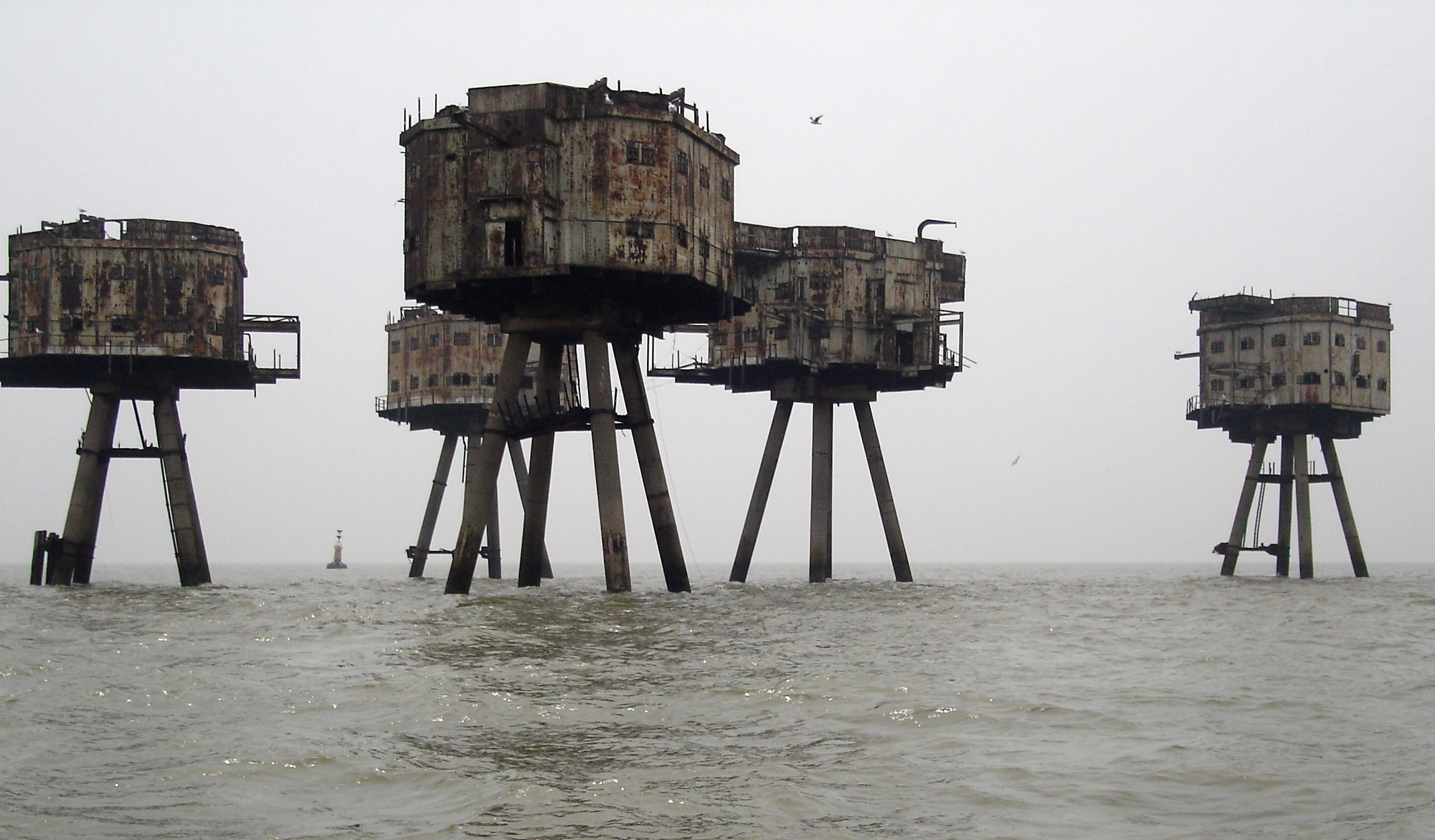
Fortalezas Marinas Maunsell en el estuario del Támesis.

Los alemanes diseñaron masivas construcciones de hormigón, poco más de seis torres altas, que fueron conocidas como "Hochbunkers", búnkeres altos o Flakturm (torres flak), en las cuales pusieron artillería antiaérea. Aquellas que estaban en ciudades que eran atacadas por las fuerzas aliadas terrestres se convirtieron en fortalezas. Muchas de las que estaban en Berlín fueron de las últimas construcciones en caer en manos de los soviéticos durante la batalla de Berlín en 1945. Los británicos construyeron estructuras similares en el estuario del Támesis y otras áreas en las cuales pusieron armas. Después del final de la guerra, algunas fueron puestas en aguas territoriales y tuvieron una segunda vida en la década de 1960 como plataformas para emisoras de radio pirata.
Durante la guerra, se hicieron los primeros intentos de usar misiles impulsados por cohetes para derribar aeronaves. Los británicos comenzaron por usar cohetes no guiados, los RP de 2 pulgadas lanzados en grandes cantidades desde baterías. Para el final de la guerra los británicos habían diseñado un misil tierra-aire, el Stooge, que habría sido lanzado desde barcos contra los ataques kamikaze japoneses. Los alemanes tuvieron proyectos de misiles antiaéreos, pero ninguno de estos estuvo listo antes de que la guerra terminara. En particular el misil Wasserfall, básicamente un V2 a escala, fue particularmente poderoso y hubiera sido un arma mortal cuando la electrónica hubiera madurado.
Un aspecto de las defensas antiaeronaves fue el uso de globos para actuar como obstáculo físico, inicialmente contra los bombardeos a ciudades y después contra aviones de ataque a tierra sobre los soldados Aliados en Normandía. El globo, simplemente sujeto a la tierra, funcionaba de dos formas. Primeramente él y el cable de acero eran un peligro para las aeronaves que intentaban pasar entre ellos. En segundo lugar, al tratar de evitar los globos, los bombarderos eran forzados a ir a mayor altura, lo cual era muy favorable para los cañones antiaéreos. Los globos eran de aplicaciones limitadas y de resultados directos derribando aeronaves estando largamente inmóviles.

### Posguerra
El análisis de la posguerra demuestra que incluso con nuevos dispositivos antiaéreos por ambos lados, la mayoría de los bombardeos alcanzaron sus objetivos, alrededor del 90%. Esto ya sería suficientemente malo durante la guerra, pero la introducción de la bomba atómica cambió las cosas considerablemente. Ahora incluso un solo bombardero que alcanzara su objetivo sería inaceptable.
Los diseños de la Segunda Guerra Mundial continuaron durante un corto periodo de la posguerra. En particular Estados Unidos estableció una enorme red de defensa alrededor de sus ciudades más grandes basada en cañones de 90 mm y 120 mm guiados por radar. Pero dado el pobre desempeño de las armas incluso contra bombarderos, estaba claro que cualquier defensa sería dejada en manos de aeronaves interceptoras. Aun así los Estados Unidos continuaron en la década de 1950 con su sistema "Skysweeper" (barredor de cielos) de 75 mm, que estaba casi completamente automatizado, incluyendo el radar, computadoras, generador y un sistema de recarga automática en una sola plataforma. El Skysweeper reemplazó a todos los cañones automáticos que entonces usaba el ejército.
Las cosas cambiaron con la introducción de los misiles guiados. Aunque Alemania los había introducido de forma desesperada durante la guerra, ninguno estaba listo para el servicio, y la contraparte los hubiera podido vencer incluso si lo hubieran estado. Sin embargo, con unos pocos años de investigación, estos sistemas comenzaron a convertirse en armas más prácticas. Los Estados Unidos empezaron a mejorar sus defensas usando los misiles Nike Ajax (basado en el alemán Wasserfall), y pronto los cañones antiaéreos desaparecieron. Lo mismo ocurrió con la URSS después de la introducción del sistema SA-2.
Mientras este proceso continuaba, los misiles eran cada vez más y más usados, cubriendo los papeles que antes pertenecían a los cañones. Primero sustituyendo a los cañones de largo alcance por misiles del mismo alcance y mucho más eficaces. Los misiles de corto alcance muy pronto siguieron este ejemplo, haciéndose finalmente tan pequeños que podían ser montados a bordo de vehículos blindados y en el chasis de los tanques. Estos comenzaron a sustituir muchos sistemas en la década de 1960, y en la década de 1990 casi los habían reemplazado por completo en los ejércitos modernos. Incluso en su más pequeña escala, los misiles transportados por la infantería fueron introducidos en la década de 1960.

### Diseños futuros
Si el curso actual continúa, los misiles reemplazarán a las armas de fuego por completo en la "primera línea". Estas han sido poco a poco relegadas a papeles especializados, tales como el CIWS, el cual usa un M61 Vulcan de 20 mm que dispara más de 4500 proyectiles por minuto. Pero incluso esta arma de primera clase está siendo sustituida por sistemas de misiles RIM-116, que son más rápidos, más pequeños y pueden corregir su trayectoria durante el vuelo para asegurar el impacto.
Oponiéndose al diseño de los sistemas de misiles está el actual desarrollo de aeronaves furtivas. Los misiles de largo alcance dependen de la detección de largo alcance para ser guiados. Los diseños furtivos acortan el alcance de detección de tal forma que las aeronaves a veces ni siquiera son vistas, y cuando sí lo son, es muy tarde para interceptarlas. Los sistemas de detección y rastreo de aeronaves furtivas es un problema mayor para el diseño de antiaéreos.
Otro potencial sistema de armas antiaéreas es el uso del láser. Aunque originalmente la intención de utilizarlos viene desde finales de la década de 1960, los más modernos sistemas láser actualmente están alcanzando la "eficiencia experimental". En particular el láser táctico de alta energía puede ser empleado como arma antiaérea y antimisil. Sí los diseños actuales continúan, es razonable sugerir que los láser jugarán un papel mayor en la defensa aérea al comienzo de la próxima década.

## Fuerzas estructuradas
La mayoría de las Fuerzas Armadas occidentales integran defensa aérea con las demás armas. Esto en contraste con algunos países donde solo se tienen defensas en el ejército, la armada y la fuerza aérea, sino que hay ramas que lidian únicamente con la defensa aérea. También tienen una fuerza estratégica separada a cargo de los MBI.

### Armada

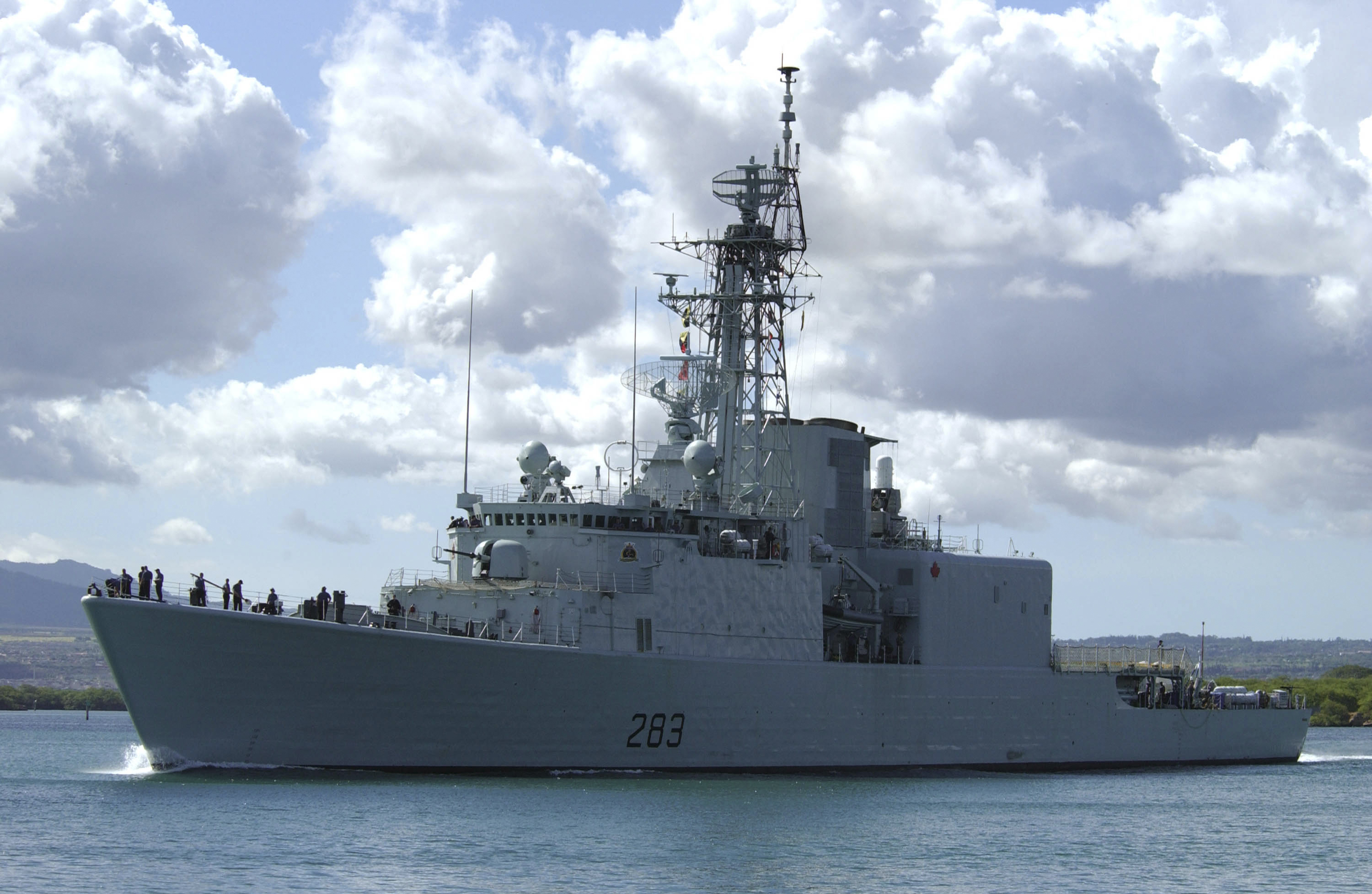
HMCS Algonquin, un destructor de defensa aérea canadiense clase Iroquois.

Virtualmente todos los buques de guerra modernos integran sistemas de armamento antiaéreo. Los buques y embarcaciones más pequeñas típicamente tienen ametralladoras o cañones automáticos, que pueden ser mortales para aeronaves que vuelan a bajas alturas sí son conectadas al sistema de radar de control de fuego. Los buques grandes (botes de patrulla, fragatas, destructores y otros) típicamente están equipados con misiles tierra-aire, algunas naves como el crucero Aegis son tan amenazadores para las aeronaves como lo sería cualquier plataforma de defensa en la superficie. En general, las fuerzas navales deben ser tratadas con respeto por las aeronaves, y viceversa. Los grupos de portaaviones están particularmente bien defendidos no solo con armamento, sino que también pueden disponer de patrullas de cazas para interceptar cualquier amenaza aérea.
Algunos submarinos modernos están equipados con sistemas de misiles antiaéreos, a causa de que los helicópteros y naves antisubmarinos son amenazas significativas.

### Ejército
Típicamente tienen defensas aéreas, desde sus tropas usando lanzamisiles portátiles Stinger, Igla y RBS-70, hasta sistemas de misiles tales como los Angara y Patriot. Muchas veces los sistemas de misiles de gran altura obligan a las aeronaves a volar a bajas alturas, donde los cañones antiaéreos pueden derribarlos. Tanto en los sistemas portátiles como en los grandes, son necesarios sistemas que medien. Estos pueden ser colocados a "nivel de regimiento" y consisten en pelotones de plataformas antiaéreas, sistemas AA integrados como el Tunguska o plataformas de misiles como las Roland o SA-11 Gadfly.

### Fuerza Aérea
La defensa aérea por parte de fuerzas aéreas es prestada típicamente por cazas que cargan misiles aire-aire, los cuales se salen del enfoque de este artículo. No obstante, la mayoría de las fuerzas aéreas escoge, aumentar la defensa de su bases aéreas con misiles tierra-aire, a causa de que éstas son blancos importantes para aeronaves enemigas. Los países que no han dedicado mucho a sus defensas antiaéreas a menudo relegan estas tareas a las fuerzas aéreas. Por ejemplo, la estrategia de defensa aérea de los Estados Unidos es el dominio de las fuerzas aéreas, aun cuando tienen el apoyo de misiles lanzados desde instalaciones.

## Tácticas

### Movilidad
Los más modernos sistemas de defensa antiaérea son móviles. Incluso los sistemas más grandes tienden a ser montados sobre remolques y son diseñados para ser rápidamente dispuestos o desmontados. En el pasado, este no siempre era el caso. Los primeros sistemas de misiles requerían mucha infraestructura que no podía ser movida del todo. Con la diversificación de las defensas antiaéreas se hizo mucho énfasis en la movilidad. La mayoría de los sistemas modernos son autopropulsados o de fácil disposición. Incluso los sistemas que consisten de muchos componentes se benefician de estar montados en una flota de vehículos. En general los adversarios pueden ser identificados, atacados y destruidos desde sistemas móviles ubicados en lugares donde no se espera que estén. Los soviéticos, en especial, se concentraron en la movilidad después de la lección aprendida en Vietnam, la cual ayudaron a ganar.
España, como algunos países de la OTAN, tiene un sistema de integración de sistemas para una mejor cooperación entre las diferentes Fuerzas Armadas.

### Japón
- Armada Imperial Japonesa (Segunda Guerra Mundial) 
  - Doctrinas antiaéreas navales japonesas en 1943-44
- Fuerzas Japonesas de Autodefensa (2006)
  - Fuerza Japonesa de Autodefensa

- Datos: Q843941
- Multimedia: Anti-aircraft weapons / Q843941